# Bodybangers
Bodybangers ist ein deutsches DJ-Team aus Köln, bestehend aus den Produzenten Andreas Hinz und Michael Müller. Seit 2011 wirken bei einem Großteil der Singles Andrew Lennix als Songwriter und Komponist sowie Victoria Kern als Sängerin und Musikvideo-Darstellerin mit.

## Geschichte

### 2007–2009: Musikalische Beginne als Remixer
Bevor sich die beiden DJs und Produzenten im Jahr 2007 unter dem Namen „Bodybangers“ zusammenschlossen, produzierten sie bereits für verschiedene Soloprojekte in der internationalen House- und Electro-Szene. Erste Bekanntheit erlangten sie mit ihrer Debüt-Single Famous, sowie im Anschluss daran mit Sunshine Day, die sich zu erfolgreichen Club-Hits entwickelten. Daraufhin folgten Remix-Jobs für unter anderem Kate Ryan, Kim Wilde, Stromae, Alexandra Stan oder Klaas.
Einem größeren Publikum wurden sie dann ab 2007 durch zahlreiche Remixe für den deutschen Dance-Act Groove Coverage bekannt. Bis heute arbeiten die beiden eng mit dem Duo zusammen und haben sich dadurch in der Szene einen festen Namen gemacht.

### 2010–2011: Durchbruch mitBodytalkundFreak
Mit Bodytalk gelang ihnen Anfang 2010 der Durchbruch, als es bei Germany’s Next Topmodel einer der meistgespielten Tracks war. Es schaffte den Einstieg in die Top 50 der deutschen Singlecharts und setzte sich in den Top 10 der Downloadcharts von iTunes sowie Musicload fest. Gesungen wurde das Lied von der Sängerin Joyce.
2011 nahm das Duo gemeinsam mit dem ebenfalls deutschen Produzenten Klaas das Lied Freak auf. Der Song konnte an den Erfolg ihrer Vorgängersingle Bodytalk anschließen und erreichte die deutschen und österreichischen Charts. In Österreich war der Track 22 Wochen in der oberen Hälfte der Hitparade vertreten. Zudem stand der Track an der Spitze aller relevanten Dance-Charts. Die Vocals des Songs stammen von der kasachischen Sängerin Victoria Kern, welche hierbei aber nicht als Sängerin angegeben ist. Auch der nur wenige Monate später veröffentlichte Song I Like, wurde mit Klaas und Victoria Kern aufgenommen. Zwar wurde sie auch hier wieder nicht als Interpret angegeben, dennoch war sie im Musikvideo zu sehen. Bis heute wurde dies über 10 Millionen Mal aufgerufen.

### 2012–2013: Erfolg durch Coversongs
Im Herbst 2012 begann das Duo in Zusammenarbeit mit Victoria Kern frühere Disco Tracks neu aufzunehmen. Sie begannen mit dem Lied Get Get Down von Paul Johnson aus dem Jahre 1999. Hierbei verwendeten sie das Instrumental. Der Songtext wurde neu geschrieben. Sie veröffentlichten den Track im Oktober 2012 unter dem Titel Tonight. Als zweites nahm sich das Trio den Song Break My Stride, in Form von Blue Lagoon, aus dem Jahre 2004, vor. Den Rap-Part übernahm hierbei der Ex-Frontsänger des Dance-Projects R.I.O., Tony T. Diese Single war der erste Charterfolg seit zwei Jahren und konnte die Top-100 in Deutschland und Österreich erreichen.
Im April 2013 erschien eine Remake-EP des Erfolgs-Song Right in the Night die Remixe von etlichen europäischen Dance-Projekten und DJs enthält. Darunter sind Groove Coverage, das Michael Mind Project, David May sowie ein Remix der Bodybangers. Die Neufassung von Right in the Night 2013 stieg in den deutschen Singlecharts im Mai 2013 bis auf Platz 38 ein. Die Neufassung wurde auch von der damaligen Sängerin Plavka neu eingesungen.
Als Produzenten, Remixer und Songwriter wirkten die Bodybangers im Dezember 2013 bei dem Lied Camouflage mit. Offizielle Interpreten sind M.IAM.I, Victoria Kern und der US-amerikanischen Rapper Flo Rida. Parallel erschien im Dezember eine weitere Coverversion von den Bodybangers und Victoria Kern. Diesmal interpretierten sie der Lied Pump Up the Jam von Technotronic neu. Der Remix konnte, zusätzlich zu Deutschland und Österreich, erstmals die Charts in der Schweiz erreichen.

### 2014: Wechsel zu Sony Music
Für Januar 2014 plante Sony Music ein Re-Release des 90er Hit It's My Life des Rappers Dr. Alban. Titelsong der Single sollte ein Remix der Bodybangers werden. Der Mix des Duo brachte den Song bis in die Top-20 der deutschen Single-Charts. Auch in Österreich und der Schweiz wurden die Top-100 erreicht. Im Februar 2014 veröffentlichten sie zusammen mit dem österreichischen Rapper Godfrey Egbon eine Coverversion des Liedes No Limit, das im Original von 2 Unlimited stammt. Zudem trugen sie Remixe zu Scottys Neuaufnahme des Fluch-der-Karibik-Soundtrack The Black Pearl und der TomorrowWorld-Hymne Ocarina von Dimitri Vegas & Like Mike in Zusammenarbeit mit Wolfpack bei.
Sony Music holte im Januar 2014 den US-amerikanischen R&B-Sänger Jaicko Lawrence ins Studio. Daraufhin entstanden unter anderem eine Zusammenarbeit mit Carlprit und dem Michael Mind Project, daraufhin mixten die Bodybangers die offizielle Version des von Jaicko und Marc Korn entstandenen Tracks More Than Enough. Zudem nahmen sie mit Lawrence und dem Rapper TomE, bekannt durch seinen Vocal-Beitrag zu DJ Antoines Nummer-eins-Hits Bella Vita, das Lied Love Come Down auf. Wie auch in seinen anderen Musikvideos ist Jaicko in diesem nicht zu sehen. Ein weiterer Track mit TomE erfolgte mit dem Track Stars in Miami, das in Zusammenarbeit mit Victoria Kern aufgenommen wurde. Es sampelt das Lied Crocett's Theme von Jan Hammer. Parallel erschien zum einen ein Instrumentalstück mit dem Namen Are You Ready wie auch eine Produktion des Duos für Victoria Kern und den Rapper Menno. Das Lied trug den Titel Weekend.
Nach dem eher geringen Erfolg der letzten Singles beschloss das Duo sich endgültig vom Plattenlabel Kontor Records zu trennen. Als letzte Platte, die über dieses Label erschien, mixten sie eine Abfolge ihrer größten Erfolge, wie es auch R.I.O. und DJ Antoine taten. Dieser wurde auf der Kontor Summer Jam 2014 zum Download bereitgestellt und erreichte hohe Platzierungen in verschiedenen deutschsprachigen Ländern. Nur wenige Wochen nach Veröffentlichung erschien ein Preview ihrer nächsten Single Like That. Sie wurde mit dem Sänger und Rapper Menno aufgenommen. Jedoch weist diese im Gegensatz zu ihren vorherigen Veröffentlichungen keinen Big-Room-Sound, sondern dem zu dieser Zeit erfolgreichen Deephouse-Stil auf. Parallel erschien eine Kooperation mit dem Schweizer Singer-Songwriter Maury, dem Sänger des weltweiten Erfolgstrack Ma Chérie und dem US-amerikanischen Rapper Flo Rida. Das Lied trug den Titel My Heart Goes Boom und wurde im Big-Room-Stil gemixt.

### 2015: Genre-Wechsel
Im Dezember 2014 veröffentlichte das Duo den Song Raise als Single. Das Release erfolgte über das asiatische Plattenlabel „Moon Recordings“ um eine weltweite Veröffentlichung zu ermöglichen. Im Gegensatz zu ihren vorherigen Liedern baut Raise auf dem Big-Room-Stil auf, der durch DJs wie Martin Garrix oder Dimitri Vegas & Like Mike, mit denen das Duo bereits zusammengearbeitet hat. Des Weiteren trägt der Track Einfluss des Genres Melbourne Bounce, der in diesem Song an die Lieder Five Hours und Yee des DJs und Produzenten Deorro erinnert. Erfolg hatte der Song insbesondere im Internet, darunter auf Musikplattformen wie YouTube oder Soundcloud. Über Sony Music wurde eine Vocal-Version des Tracks mit dem Titel To the Club veröffentlicht. Gesungen wird der Track von Victoria Kern. Parallel erschien ein Lied mit dem Titel Go mit Vocals der deutschen Sängerin Linda Teodosiu. Go basiert auf dem klassischen, kommerziellen Bodybangers-Stil sowie ein Future-House-Remix zum Track Show Me Love der Sängerin Robin S.

### Plattenlabel
Nachdem sie ihre Lieder anfangs über die Plattenlabel Gimme 5 und Scream and Shout Music veröffentlichten, wurden sie durch den Erfolg von Bodytalk, im Jahr 2011 vom deutschen Dance-Label Kontor Records unter Vertrag genommen. Ein weiterer Vertrag folgte parallel mit Ministry of Sound. Ausgewählte Lieder erschienen dennoch unter Scream and Shout. Bei Sony Music Entertainment unterschrieb das Duo im Jahre 2013. Dennoch erschienen bis 2014 ausgewählte Lieder über Kontor Records, worauf im Sommer die vollständige Trennung erfolgte. Im Dezember 2014 erschien ihre erste Veröffentlichung über Moon Recordings um ihre Singles weltweit zu vermarkten. Ob weitere Releases über das Label erscheinen wurde bisher nicht bestätigt.

## Diskografie

### Alben
- 2016: Bang the House

### Singles
| - 2007: Famous - 2008: A far l’amore comincia tu - 2009: Sunshine Day - 2009: Bodytalk - 2011: Freak (feat. Klaas & Victoria Kern) - 2011: I Like (feat. Klaas & Victoria Kern) - 2011: One More Time (feat. Carlprit & Linda Teodosiu) - 2012: Set the Night on Fire (feat. Gerald G) - 2012: Sirens 2012 - 2012: Gimme More (feat. Viktoria Kern) - 2012: Tonight (feat. Viktoria Kern) - 2012: Out of Control (feat. Linda Teodosiu & Rameez) - 2013: Are You Ready Tonight (feat. Linda Teodosiu & Nicci) - 2013: Breaking the Ice (feat. Tony T.) - 2013: Break My Stride (feat. Tony T. & Victoria Kern) - 2013: Sunshine Day - 2013: Pump Up the Jam (feat. Victoria Kern) - 2014: No Limit (feat. Victoria Kern & Godfrey Egbon) - 2014: Love Come Down (feat. TomE & Jaicko Lawrence) - 2014: Are You Ready - 2014: Megamix - 2014: Stars in Miami (feat. Victoria Kern & TomE) - 2014: Like That (feat. Menno) | - 2014: My Heart Goes Boom (feat. Maury & Flo Rida) - 2014: Go (feat. Linda Teodosiu) - 2014: Raise - 2015: To the Club (feat. Victoria Kern) - 2016: Dreamer - 2016: Need Somebody (feat. Beth) - 2016: For You (mit PH Electro) - 2016: Get Up (feat. Victoria Kern) - 2016: Riviera (feat. Victoria Kern & Menno) - 2016: Beatrock (mit Mynoorey) - 2016: All That She Wants (feat. Victoria Kern) - 2016: Sunglasses at Night (feat. Victoria Kern) - 2017: Let You Know (feat. Menno) - 2017: Europe (feat. Victoria Kern & Nicco) - 2017: Aftershock (feat. Ella Poletti) - 2018: Alibi (feat. Menno & Polina Vita) - 2018: #Vikingclap (mit DJ Muscleboy) - 2018: Ciuri Ciuri - 2019: Again - 2019: Ready or Not (Here I Come) - 2020: Gypsy Woman - 2020: You’re Not Alone - 2020: Mad Love (mit Lizot feat. byMIA) |

### Remixes (Auswahl)
| - 2009: Niels van Gogh – My House Is Calling - 2009: Klaas meets Haddaway – What Is Love 2K9 - 2009: Linda Teodosiu – Reprogram My Heart - 2009: Discobitch – C’est beau la bourgeoisie - 2009: Marquess – Arriba - 2009: Daniel Hoppe – Star - 2009: Kate Ryan – Ella elle l’a - 2010: Stromae – Houselleluja - 2010: Dannaya – Dover - 2010: Kim Wilde – Real Life - 2010: Victoria S – One in a Million - 2010: Groove Coverage – Innocent - 2010: Andrew Spencer & Daniel Slam – No Soul - 2010: Valentine – Black Sheep - 2010: Klaas – It’s My Day - 2010: Dr. Alban – Hello South Africa - 2010: Lazard – Wanna Grow Old with You - 2011: Alexandra Stan – Mr. Saxobeat - 2011: HMC Hannah & Miami Calling – Taking Over Now - 2011: Groove Coverage – Angeline - 2011: Damn Stupid feat. Jason Caesar – Beatrock - 2011: Clubraiders – Move Your Hands Up Again | - 2012: Klaas – Do What You Do - 2012: Remady & Manu-L feat. J-Son – Single Ladies - 2012: Laurent Wery feat. Swift K.I.D. & Dev – Hey Hey Hey (Pop Another Bottle) - 2012: Groove Coverage – Riot on the Dancefloor - 2012: Sean Finn – Show Me Love 2K12 - 2013: Jam & Spoon feat. Plavka vs. David May & Amfree – Right in the Night 2013 - 2013: Edward Maya feat. Vika Jigulina – Mono in Love - 2013: Colina feat. Tommy Clint – Hello - 2013: Madcon feat. Kelly Rowland – One Life - 2013: Dimitri Vegas & Like Mike – Ocarina - 2013: Myles Anger – How We Do It (The Derb Anthem) - 2014: Darius & Finlay feat. Jen – I Am Not a Millionaire - 2014: Dr. Alban – It’s My Life - 2014: Scotty – Black Pearl - 2014: DJ Antoine – Light It Up - 2014: Victoria Kern & Menno – Weekend - 2014: Scotty feat. Enveray – Long Story Short - 2014: Astoria feat. Pitbull – Show Me What U Got - 2014: N-Trigue feat. Flo Rida – Neverland - 2015: DJ Antoine vs. Mad Mark feat. Jenson Vaughan – Vampires - 2015: Robin S – Show Me Love - 2019: Past & Present – Guantanamera |

## Auszeichnungen für Musikverkäufe
| Goldene Schallplatte - Polen - 2024: für die Single Sunglasses at Night |

| Land/RegionAuszeichnungen für Musikverkäufe (Land/Region, Auszeichnungen, Verkäufe, Quellen) | Gold  | Platin | Verkäufe | Quellen |
| -------------------------------------------------------------------------------------------- | ----- | ------ | -------- | ------- |
| Polen (ZPAV)                                                                                 | Gold1 | —      | 25.000   | olis.pl |
| Insgesamt                                                                                    | Gold1 | —      |          |         |